# Административное деление Омана

Административное деление Омана с 2011 года

Оман делится на 11 губернаторств (мухафаз), включающих 61 район (вилайет).

## Современное деление
| №     | Провинция           | араб.               | Вилайеты | Административный центр | Площадь, км² | Население, перепись, 2020 | Плотность, чел./км² |
| ----- | ------------------- | ------------------- | -------- | ---------------------- | ------------ | ------------------------- | ------------------- |
| 1     | Дофар (Зуфар)       | محافظة ظفار         | 10       | Салала                 | 99 100       | 416 458                   | 4,2                 |
| 2     | Маскат              | محافظة مسقط         | 6        | Эс-Сиб                 | 3800         | 1 302 440                 | 342,7               |
| 3     | Мусандам            | محافظة مسندم        | 4        | Эль-Хасаб              | 1620         | 49 062                    | 30,3                |
| 4     | Северная Эль-Батина | محافظة شمال الباطنة | 6        | Сухар                  | 7900         | 784 681                   | 99,3                |
| 5     | Южная Эль-Батина    | محافظة جنوب الباطنة | 6        | Эр-Рустак              | 5320         | 465 550                   | 87,5                |
| 6     | Северная Эш-Шаркия  | محافظة شمال الشرقية | 6        | Ибра                   | 21 100       | 271 882                   | 12,9                |
| 7     | Южная Эш-Шаркия     | محافظة جنوب الشرقية | 5        | Сур                    | 12 000       | 315 445                   | 26,3                |
| 8     | Эд-Дахилия          | محافظة الداخلية     | 8        | Назва                  | 31 800       | 478 501                   | 15,0                |
| 9     | Эз-Захира           | محافظة الظاهرة      | 3        | Ибри                   | 35 900       | 213 043                   | 5,9                 |
| 10    | Эль-Бурайми         | محافظة البريمي      | 3        | Эль-Бурайми            | 7 460        | 121 802                   | 16,3                |
| 11    | Эль-Вуста           | محافظة الوسطى       | 4        | Хайма                  | 82 500       | 52 344                    | 0,6                 |
| Итого | Оман                | سلطنة عمان          | 61       | Маскат                 | 309 500      | 4 471 148                 | 14,4                |

## Губернаторства

### Маскат
Маскат — политический, экономический и административный центр Султаната Оман. Здесь располагается столица страны город Маскат, правительство и центральные органы административного аппарата государства. Губернаторство Маскат также является жизненно важным центром национальных и международных отношений в сфере экономики, торговли и туризма.
Губернаторство расположено на берегу Оманского Залива, в южной части побережья Батына. Согласно данным последней переписи (2010), в губернаторстве проживает 775 878 человека. В состав губернаторства входит шесть вилай: Маскат, Матрах, Баушер, Сиб, аль-Амират и Курият. Каждой вилаей управляет вали, назначенный губернатором Маската.

### Дофар
Данное губернаторство на юге Омана играет значительную роль в древней и современной истории Омана.
Являясь «Землей Ладана» Аравийского полуострова, Дофар был также воротами Омана в Индийский океан и перекрестком караванных путей Южной Аравии.
Салала, главный город Губернаторства Дофар, находится на расстоянии в 1000 км от Маската. Дофар граничит с районом Эль-Вуста на северо-востоке, выходит к Аравийскому морю на юго-востоке и на юге, имеет границу с Республикой Йемен на западе и юго-западе и доходит до пустыни Руб аль-Хали (Пустой Квартал) на севере и северо-западе.
Дофар, с населением 249 729 человек (по данным переписи 2010 года), имеет в своем составе 10 вилай: Салала, Тумраит, Така, Мирбат, Садах, Рахьют, Далькут, Мукшин, Шалим и острова Халланият.

### Мусандам
Губернаторство Мусандам имеет исключительное стратегическое значение, поскольку расположено на берегу Ормузского пролива — важнейшего международного морского пути экспорта нефти и торговли между странами Залива и остальным миром.
Мусандам располагается на крайнем севере страны, где Ормузский пролив связывает район с открытыми водами Оманского залива и Индийским океаном. В его состав входят четыре вилайета: Эль-Хасаб, Буха, Даба аль-Байя и Мада. Здесь зарегистрировано 31 425 жителей (2010).

### Эль-Бурайми
Было учреждено Указом Султана № 108/2006 от 15 октября 2006 года. Оно получило приоритетный статус в Седьмом пятилетнем плане (2006—2010), что выражается в поддержке дорожного строительства, электрификации и других проектов, наряду с планами развития промышленной зоны.
Губернаторство Эль-Бурайми, находящееся на северо-западе Омана, занимает исключительное стратегическое и торговое положение. Благодаря обилию водных ресурсов в долинах и ирригационных каналах, здесь выращивают пшеницу, а также финики и другие фрукты.
В составе Эль-Бурайми три вилая: Эль-Бурайми, Махда, аль-Синаина. По данным переписи 2010 года, в губернаторстве проживало 72 917 человек.
Главы регионов (вилаев) назначаются министром внутренних дел и подчиняются ему, далее вали в 59 вилайетах.

## До 2011 года
| № | Название      | араб.           | Вилайеты | Административный центр | Площадь, км² | Население, Перепись 2010 | Плотность, чел./км² |
| --- | ------------- | --------------- | -------- | ---------------------- | ------------ | ------------------------ | ------------------- |
| Регионы (минтаки) |               |                 |          |                        |              |                          |                     |
| 1 | Эд-Дахилия    | منطقة الداخلية  | 8        | Назва                  | 31 900       | 326 651                  | 10,24               |
| 2 | Эз-Захира     | منطقة الظاهرة   | 3        | Ибри                   | 37 0001)     | 151 664                  | 4,10                |
| 3 | Эль-Батина    | منطقة الباطنة   | 13       | Сухар                  | 12 500       | 772 590                  | 61,81               |
| 5 | Эль-Вуста     | المنطقة الوسطى  | 4        | Хайма                  | 79 700       | 42 111                   | 0,53                |
| 6 | Эш-Шаркия     | المنطقة الشرقية | 11       | Сур                    | 36 800       | 350 514                  | 9,52                |
| Губернаторства (мухафазы) |               |                 |          |                        |              |                          |                     |
| 4 | Эль-Бурайми   | محافظة البريمي  | 3        | Эль-Бурайми            | 7 0001)      | 72 917                   | 10,42               |
| 7 | Дофар (Зуфар) | محافظة ظفار     | 9        | Салала                 | 99 300       | 249 729                  | 2,51                |
| 8 | Мусандам      | محافظة مسندم    | 5        | Эль-Хасаб              | 1 800        | 31 425                   | 17,46               |
| 9 | Маскат        | محافظة مسقط     | 6        | Эс-Сиб                 | 3 500        | 775 878                  | 221,68              |
| Итого | Оман          | سلطنة عمان      | 62       | Маскат                 | 309 500      | 2 773 479                | 8,96                |
| 1)Эль-Бурайми было сформировано из частей региона Эз-Захира 15 октября 2006 указом Султана № 108. Общая площадь была 44 000 км². Новые площади уточняются. |               |                 |          |                        |              |                          |                     |

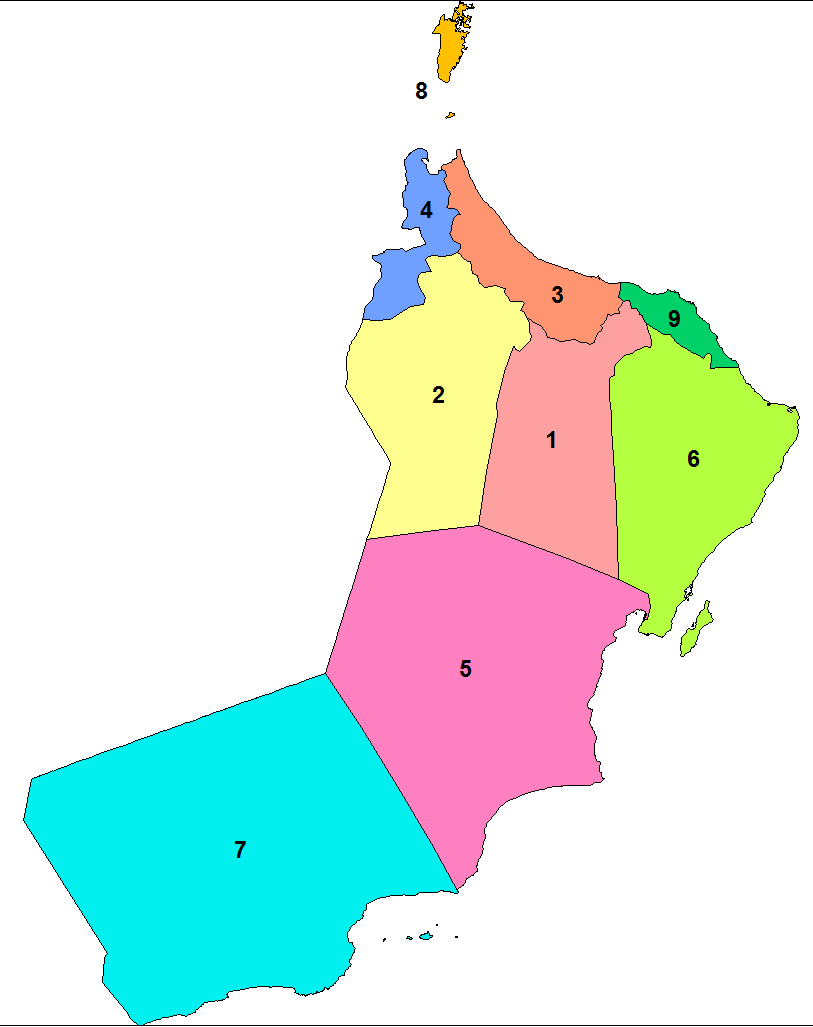
Административно-территориальное деление Омана

В 2011 году регион Эль-Батина разделён на мухафазы Северная Эль-Батина и Южная Эль-Батина; регион Эш-Шаркия разделён на мухафазы Северная Эш-Шаркия и Южная Эш-Шаркия; регионы Эд-Дахилия, Эль-Вуста и Эз-Захира стали мухафазами.